# Ţarāz Kūh
Ţarāz Kūh (persiska: طراز کوه) är en ort i Iran.   Den ligger i provinsen Gilan, i den nordvästra delen av landet, 250 km nordväst om huvudstaden Teheran. Antalet invånare är 793.
Terrängen runt Ţarāz Kūh är platt, och sluttar norrut. Runt Ţarāz Kūh är det tätbefolkat, med 659 invånare per kvadratkilometer. Närmaste större samhälle är Rasht, 7,2 km sydost om Ţarāz Kūh. Trakten runt Ţarāz Kūh består till största delen av jordbruksmark.